# Serjeant Painter

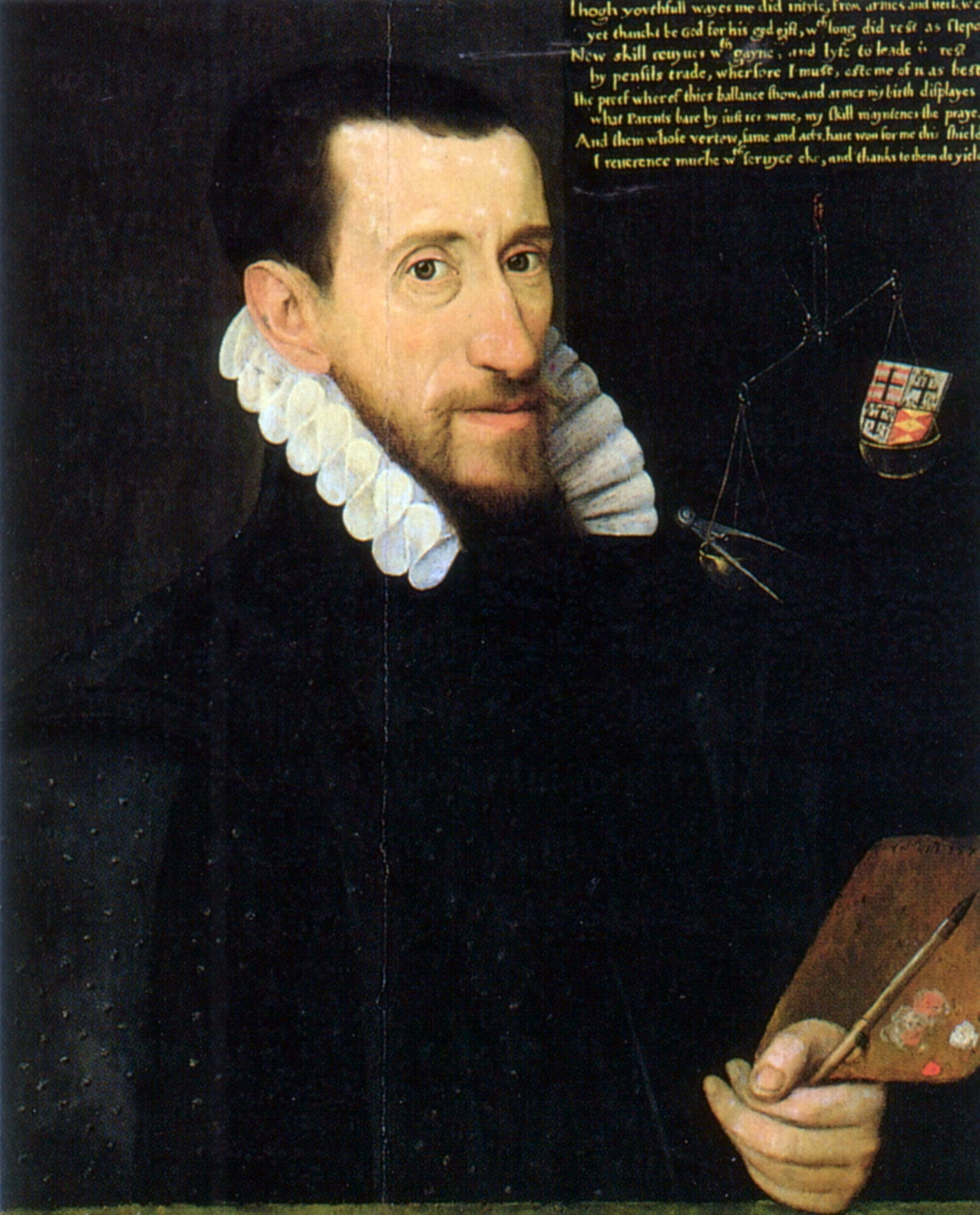
Autoportrait de George Gower (1579), portraitiste et Serjeant Painter d'Elisabeth I d'Angleterre.

Serjeant Painter est un titre honorifique anglais décerné par le souverain à un artiste peintre attaché à sa cour. Inauguré au début du XVIe siècle, ce titre tombe en désuétude à la fin du XVIIIe siècle. Le titre de Peintre principal en ordinaire (Principal Painter in Ordinary) continua lui d'être attribué.

## Fonction
Le travail en lui-même consistait à peindre l'intérieur des palais, les étendards et bannières, les équipages, les navires royaux et produire toutes sortes de décorations pour les fêtes. Leur rôle va progressivement diminuer au fil des décennies, au profit d'artistes étrangers prestigieux invités à la cour, puis issus de la Royal Academy. Au début du XVIIIe siècle, un Serjeant Painter pouvait toucher jusqu'à 1 000 £ de gages par an.

## Histoire
Le premier Serjeant Painter semble avoir été John Browne, nommé en 1511-1512 « peintre du roi » (King's Painter), sous le règne d'Henri VIII. Mort en décembre 1532, Browne reçut divers appointements de la part de la couronne, entre autres pour avoir peint des ornements destinés à la flotte royale. Vers 1527, le titre de King's Painter semble désormais s'appliquer à des artistes dont la fonction est de représenter le souverain sous la forme de portraits officiels. C'est le cas de Lucas Horenbout, mort à Londres en 1544. Nicolas Lizard (ou Lizory) semble être le seul français à avoir reçu ce titre : nommé en 1554, il meurt en 1571. George Gower devient Serjeant Painter sous Élisabeth Ire, puis Jacques Ier nomme John de Critz en 1603 et lui donne 40 £ par an, une belle somme à cette époque ; enfin, c'est au tour de Robert Peake le Vieux d'être nommé en 1610. C'est à ce moment-là que le titre est offert à des artistes dont le travail est réellement en rapport avec leur talent, et non plus pour des tâches relevant de l'artisanat d'art. Avec Antoine van Dyck nommé premier peintre principal en ordinaire en 1632 par Charles Ier et un revenu de 200 £ annuel, les portraitistes royaux se voient désormais distinguer d'un nouveau titre, qui sera maintenu jusqu'à la mort de la reine Victoria. Au XVIIIe siècle, la charge de travail est si grande que les artistes s'entourent d'assistants. Ainsi font James Thornhill, nommé en 1720, puis William Hogarth, nommé en 1757.
Nommé après la démission de son beau-frère John Thornhill à ce poste (le fils de James), Hogarth, comme à son habitude, s'est beaucoup moqué de ses nouvelles attributions, qu'il jugeait grandiloquentes, lorsqu'il reçut du roi le document qui attestait de ses nouvelles fonctions, dans lequel il était qualifié de Our Trusty and wellbeloved William Hogarth Gentleman (« Notre Fidèle et bienaimé William Hogarth, gentilhomme ») et où était énumérée une quantité impressionnante de tâches. Son salaire fixe était de 10 £ mais il fut potentiellement lucratif. En effet, Hogarth se trouva responsable de toutes les commandes royales de peinture et de dorure, allant des décorations de palais aux drapeaux, en passant par le petit mobilier comme les boîtes. Après avoir payé des ouvriers et un assistant, il estima cinq ans plus tard qu'il gagnait 200 £ par an. Cependant, cette fonction n'était pas aussi prestigieuse que l'aurait souhaité Hogarth. Ainsi, son contemporain Joshua Reynolds, employé pour peindre les portraits des membres éminents de la Cour, était capable de facturer des prix beaucoup plus élevés que ceux de Hogarth, et développer une forme de favoritisme. Benjamin Wilson succéda à Hogarth en 1764.
Le dernier artiste à recevoir ce titre semble avoir été James Stewart, en 1782, dont on ne sait rien.